# (500027) 2011 SD29
(500027) 2011 SD29 es un asteroide perteneciente al cinturón exterior de asteroides, descubierto el 29 de octubre de 2005 por el equipo del Spacewatch desde el Observatorio Nacional de Kitt Peak, Arizona, Estados Unidos.

## Designación y nombre
Designado provisionalmente como 2011 SD29.

## Características orbitales
2011 SD29 está situado a una distancia media del Sol de 3,485 ua, pudiendo alejarse hasta 3,936 ua y acercarse hasta 3,033 ua. Su excentricidad es 0,129 y la inclinación orbital 7,001 grados. Emplea 2376,48 días en completar una órbita alrededor del Sol.
Los próximos acercamientos a la órbita joviana se producirán el 6 de junio de 2027, el 4 de enero de 2042 y el 23 de septiembre de 2070, entre otros.

## Características físicas
La magnitud absoluta de 2011 SD29 es 16,4.